# Friedrich VI. (Schwaben)

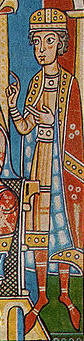
Zeitgenössische Darstellung Friedrichs in der Welfenchronik, um 1179–1191

Friedrich VI. (* Februar 1167 in Modigliana; † 20. Januar 1191 vor Akkon), Geburtsname Konrad, war ab 1170 Herzog von Schwaben. Er war der drittälteste Sohn Kaiser Friedrich Barbarossas und seiner zweiten Frau Beatrix von Burgund.
Friedrichs ursprünglicher Name war Konrad. Um 1170 verstarb sein ältester Bruder, Herzog Friedrich V. von Schwaben, im Alter von fünf Jahren. Es ist zu vermuten, dass Friedrich V., der 1167 im Alter von drei Jahren zum Herzog von Schwaben ernannt wurde, schon von Geburt an schwächlicher Konstitution war und eine geringe Lebenserwartung verhieß, sodass im Jahre 1169 deshalb nicht er, sondern der zweitgeborene Heinrich zum designierten Nachfolger des Kaisers erwählt wurde. Nach dem Tod Friedrichs V. wurde Konrad in Friedrich umbenannt und 1170 zum in lückenloser Folge sechsten Herzog von Schwaben mit dem staufischen Leitnamen Friedrich ernannt.
In der älteren Literatur wurde Konrad/Friedrichs älterer Bruder und Vorgänger Herzog Friedrich V. von Schwaben teils übersehen, teils für die gleiche Person wie Konrad/Friedrich gehalten, und Konrad/Friedrich daher nicht als Friedrich VI., sondern als Friedrich V. bezeichnet. Dass ein 1172 geborener jüngerer Bruder, der spätere Herzog Konrad II. von Schwaben, den durch Konrad/Friedrichs Umbenennung wieder frei gewordenen und bei den Staufern ebenfalls traditionsbehafteten Namen Konrad erhielt, sorgt bei der Identifikation dieser drei Söhne Barbarossas für zusätzliche Verwirrung.
Kaiser Friedrich Barbarossa bestimmte während der Unmündigkeit seines Sohnes den Edlen Degenhard von Hellenstein zum Prokurator für das Herzogtum. 1179 überließ er Friedrich VI. das Herzogtum Schwaben sowie auf Grund von Erbverträgen mit Herzog Welf IV. und mit Graf Rudolf von Pfullendorf erworbene Gebiete in Oberschwaben und Bayern.
1181 ist auf einem Siegel von Herzog Friedrich VI. erstmals ein Löwe auf einem staufischen Wappen nachgewiesen. Dieses Motiv wurde 1220 auf einem Siegel von Herzog Heinrich von Schwaben, dem späteren Stauferkönig Heinrich (VII.), zu einem Drei-Löwen-Wappen erweitert, das die Vorlage für das heutige Wappen Baden-Württembergs ist.
1181 wurde der inzwischen vierzehn Jahre alte Friedrich VI. mit einer namentlich nicht überlieferten sieben Jahre alten Tochter von König Waldemar I. von Dänemark verlobt. Nachdem sich dessen Thronfolger König Knut VI. von Dänemark nicht an die vereinbarte Mitgiftzahlung hielt, schickte Kaiser Barbarossa die Braut seines Sohnes, die damals bereits seit fünf Jahren in Deutschland lebte, im Jahre 1187 unberührt (lat.: intacta) nach Dänemark zurück. Das Mädchen könnte Waldemars Tochter Ingeborg gewesen sein, deren um 1175 angenommenes Geburtsjahr passen würde und die später mit König Philipp II. von Frankreich unglücklich verheiratet war.
Auf dem Hoffest zu Mainz am 20. Mai 1184 (Pfingstsonntag) erhielt Friedrich VI. gemeinsam mit seinem Bruder Heinrich VI. den Ritterschlag.
Am 27. März 1188 musste sich Friedrich verpflichten, seinen Vater auf den kommenden Kreuzzug zu begleiten. Am 11. Mai 1189 brach er mit dem Kreuzfahrerheer von Regensburg auf. In Ungarn wurde er mit Konstanze verlobt, einer zwischen acht und zwölf Jahre alten Tochter des mit Barbarossa verbündeten Königs Béla III. von Ungarn. Da Friedrich zwei Jahre später auf dem Kreuzzug ums Leben kam, wurde Konstanze 1198 die zweite Ehefrau von König Ottokar I. von Böhmen.
Nach dem Tod Friedrich Barbarossas am 10. Juni 1190 im Fluss Saleph in Kleinarmenien wurde Herzog Friedrich VI. die Führung des deutschen Kreuzfahrerheeres übertragen.
Obwohl ein großer Teil der Kreuzfahrer das Heer verließ und von Antiochia aus in Richtung Heimat segelte, wollte Friedrich mit seinem Restheer nach Jerusalem ziehen. In Tripolis erkrankte ein Großteil seiner Begleiter an Malaria, weshalb Friedrich mit nur wenigen Rittern Anfang Oktober 1190 bis vor die belagerte Stadt Akkon kam, wo er am 20. Januar 1191 an seiner Malariaerkrankung starb und auch beerdigt wurde. Weil die Stadt noch von Saladins Truppen besetzt war, konnten die verbleibenden Kreuzfahrer die Stadt nicht betreten und verließen nach dem Tod Friedrichs das Heilige Land.